# Spiritual Healing
Spiritual Healing este al III-lea album de studio , publicat în 16 februarie 1990 de trupa americană death metal , Death.

## Tracklist
1. Living Monstrosity - 5:08
2. Altering the Future - 5:34
3. Defensive Personalities - 4:45
4. Within the Mind - 5:34
5. Spiritual Healing - 7:44
6. Low Life - 5:23
7. Genetic Reconstruction - 4:52
8. Killing Spree - 4:16

## Componență
- Chuck Schuldiner- voce,chitară
- James Murphy- chitară
- Bill Andrews- baterie
- Terry Butler- bas